# چراسلا پترشکو
چراسلا پترشکو (به انگلیسی: Cerasela Pătraşcu) ژیمناست زادهٔ ۲۳ دسامبر ۱۹۹۲ میلادی اهل کشور رومانی است.